# Karin Neuschütz
Karin Cecilia Neuschütz, född 21 juli 1946, är en svensk skribent, författare och textilhantverkare. 

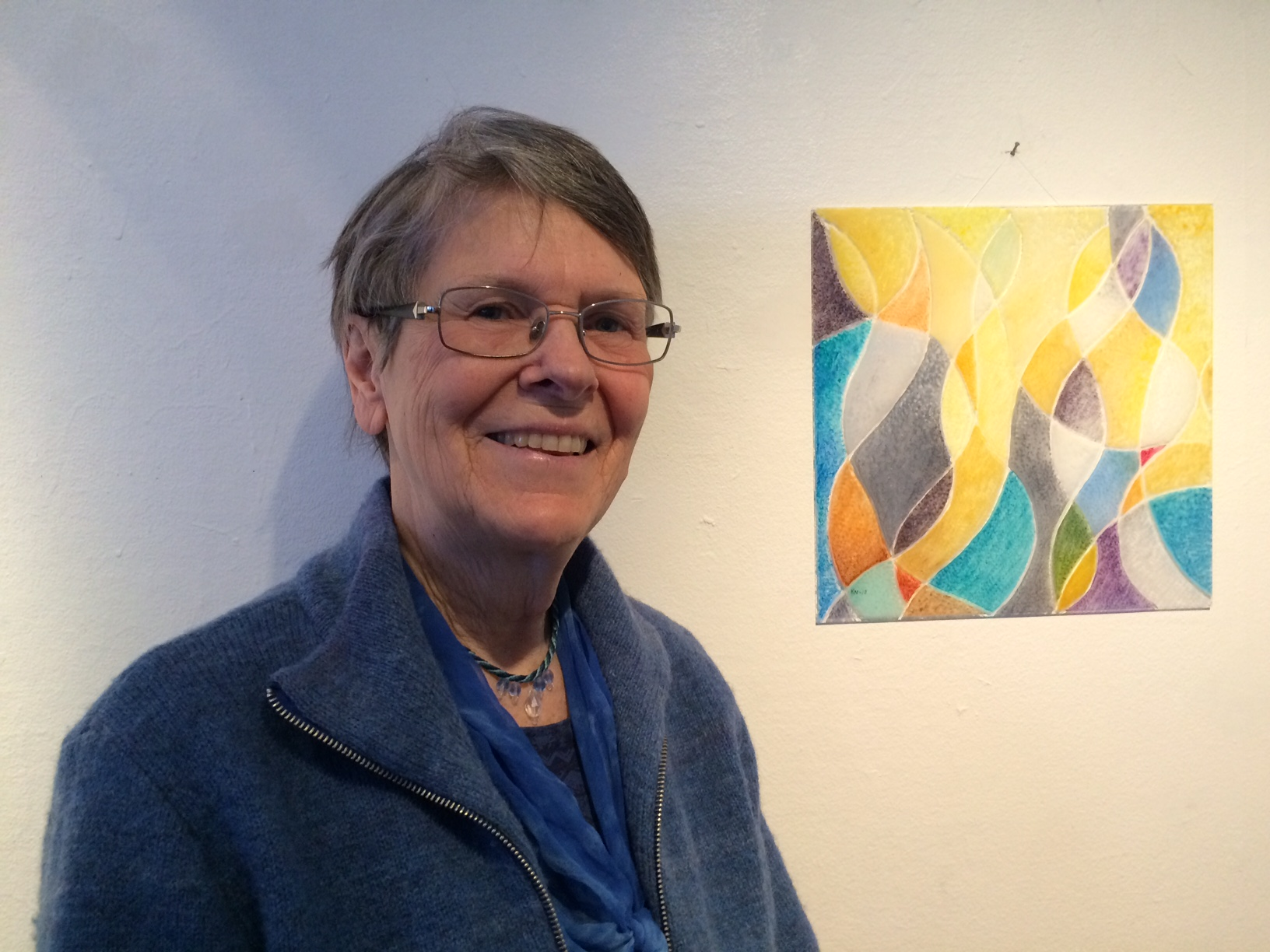
Karin Neuschütz 2018 i Järna.

## Biografi
Efter skolgång vid Kristofferskolan i Stockholm studerade Neuchütz vid Stockholms universitet, där hon 1971 blev fil. kand. i psykologi, pedagogik och sociologi. 
Sedan 1970 är hon verksam som skribent, kursledare och textilhantverkare med särskild inriktning på barns lekutveckling och kreativa samvaro med vuxna. År 1983–1992 var hon redaktör för den waldorfpedagogiska tidskriften På Väg. 
Neuschütz debuterade med boken Lek med mjuka dockor 1979, följd av Leka, leva eller teva?, som är en kritisk granskning av hur förskolebarn påverkas av tv-tittande. Därefter har hon skrivit en lång rad praktiska böcker om waldorfdockor, mjuka djur, papperstillverkning, tovning samt om hönsskötsel. Hennes böcker är översatta till flera språk och har kommit ut i  Norge, Danmark, Finland, England, Tyskland, Holland, Italien, Ryssland, Argentina, Australien, Japan, Korea och USA. 
Sedan 2005 har Neuschütz särskilt ägnat sig åt skapande och kurser i teknikerna nålfiltning och enkaustik, målning med varmt vax. Hon är medlem och styrelseledamot i Järna konstnärsförening.
Hon är gift med direktör Rüdiger Neuschütz.

### Mindre skrifter på eget förlag
- Mjuka dockor, 1976
- Nya mjuka dockor, 1993
- Mjuka dockor, stora och små, 2004
- Argument mot TV, 1979
- Smådockor, 1993